# Enes Kanter Freedom
Pour les articles homonymes, voir Kanter (homonymie).
Enes Kanter Freedom, né le 20 mai 1992 à Zurich en Suisse, est un joueur de basket-ball et un militant des droits de l'homme naturalisé américain après avoir été déchu de sa citoyenneté turque. Il mesure 2,08 m et évolue au poste de pivot.

## Biographie

### Jeunesse

#### Ses débuts au basket-ball
Enes Kanter est né le 20 mai 1992 à Zurich, en Suisse, lorsque son père Mehmet Kanter préparait son doctorat à l'université locale. Après avoir obtenu son diplôme, son père retourne en Turquie en 1993, et Enes ne grandit pas en Suisse. Il commence le basket-ball à Van en Turquie, l'année suivante[Quand ?] il rejoint le collège Samanyolu d'Ankara, il reçoit rapidement des offres de clubs turcs. Il accepte une offre de Fenerbahçe pour poursuivre son éducation et son apprentissage du basket-ball à Istanbul. Son frère cadet Kerem Kanter (en), né en 1995 à Bursa, est aussi joueur professionnel de basket-ball.

#### Formation à Fenerbahçe (2008-2009)
Kanter évolue dans les équipes de jeunes de Fenerbahçe Ülkerspor. Il fait ses débuts avec l'équipe première d'Ulker durant la saison 2008-2009 contre CASA TED Kolejliler le 16 octobre 2008 et fait ses débuts en Euroligue contre l'ALBA Berlin le 30 octobre 2008.

#### Passage au lycée aux États-Unis (2009-2010)
En 2009-2010, il essaye dans un premier temps de rejoindre Finlay Prep, près de Las Vegas, école qui accueille de nombreux jeunes basketteurs étrangers. Devant le refus d'autres équipes de l'affronter en raison de son passé en Europe - il a joué aux côtés de professionnels - il effectue une année en lycée aux États-Unis, dans le lycée Stoneridge Preparatory de Simi Valley sous les ordres de l'entraîneur Derryck Thornton. Il participe à des tournois pour lycéens. Kanter marque 30 points et prend 20 rebonds régulièrement durant ses matches de lycée.

#### Saison blanche à l'université (2010-2011)
Début 2010, il annonce qu'il va rejoindre l'équipe des Wildcats du Kentucky, après avoir donné son accord à l'université de Washington. Kanter affirme vouloir travailler avec l'entraîneur John Calipari.
En avril 2010, il participe au Nike Hoop Summit. Il inscrit 34 points et prend 13 rebonds battant ainsi le record de Dirk Nowitzki de 1998. En Europe, Kanter est considéré comme l'un des meilleurs joueurs de son âge. Avec cette performance, il impressionne l'ensemble des recruteurs américains et gagne son duel contre Jared Sullinger qui est considéré comme l'un des meilleurs intérieurs évoluant au lycée.
Le 11 novembre de la même année, Enes Kanter est déclaré inéligible par la National Collegiate Athletic Association (NCAA) qui considère qu'il avait le statut de joueur professionnel avec le club de Fenerbahçe Ülkerspor. Le 7 janvier 2011, la NCAA rejette l'appel de l'université du Kentucky.

### Carrière professionnelle

#### Jazz de l'Utah (2011-2015)
Le jeudi 23 juin 2011, il est sélectionné en troisième position par le Jazz de l'Utah. Après sa sélection, il déclare : « Je suis tellement heureux, je suis tellement excité. Je sais que les fans du Jazz de l'Utah sont fous et je les adore. Je vais apporter la ténacité de l’équipe et des mouvements au poste, rebonds, tout. J’essaierai de tout faire pour participer aux playoffs. » Sur la saison 2011-2012, il devient le 10e rookie de l’histoire de la franchise du Jazz à participer à tous les matchs de la saison régulière. Au cours de sa première saison, il obtient en moyenne 4,6 points et 4,2 rebonds en 66 matchs.

#### Thunder d'Oklahoma City (2015-2017)
Le 19 février 2015, il est transféré au Thunder d'Oklahoma City, Kendrick Perkins rejoignant le Jazz et Reggie Jackson passant du Thunder aux Pistons de Détroit. Deux jours plus tard, il fait ses débuts pour le Thunder, enregistrant un double-double avec 10 points et 13 rebonds dans une victoire contre les Hornets de Charlotte. Le 1er avril 2015, il marque 30 points, un record en carrière, dans une défaite contre les Mavericks de Dallas.
Après la saison 2014-2015, Kanter devient un agent libre restreint. Le 9 juillet 2015, il accepte une offre de 70 millions de dollars sur quatre ans de la part des Trail Blazers de Portland mais son équipe actuelle, le Thunder, est décidée à s'aligner sur cette proposition et a 72 heures pour le faire. Le 12 juillet, le Thunder choisit en effet de resigner Kanter pour le contrat proposé par les Trail Blazers.
Le 6 avril 2016, il enregistre un record en carrière de 33 points et 20 rebonds dans une défaite contre les Trail Blazers de Portland, devenant le premier joueur de l’histoire du Thunder à marquer au moins 30 points et à saisir 20 rebonds dans un match. Dans le quatrième match du premier tour des playoffs face aux Mavericks de Dallas, Kanter aide le Thunder à mener au score 3-1, dans la série, avec 28 points dont un seul tir manqué, ce qui établit son record en carrière dans un match de playoffs.
Le 26 janvier 2017, il se fracture l’avant-bras après avoir frappé sur une chaise du banc du Thunder pendant leur match contre les Mavericks de Dallas. Il revient sur les parquets le 24 février 2017 contre les Lakers de Los Angeles après avoir manqué neuf matchs.

#### Knicks de New York (2017-2019)
Le 23 septembre 2017, il est transféré avec Doug McDermott vers les Knicks de New York contre Carmelo Anthony. Pour ses débuts aux Knicks, lors de leur premier match de la saison, le 19 octobre 2017, Kanter inscrit 10 points et 7 rebonds dans une défaite contre son ancienne équipe, le Thunder d'Oklahoma City. Cinq jours plus tard, il inscrit 16 points et 19 rebonds dans une défaite contre les Celtics de Boston. Le 25 décembre 2017, il obtient 31 points et égale son record en carrière avec 22 rebonds dans une défaite contre les 76ers de Philadelphie. Il rejoint Wilt Chamberlain, Bill Russell et Bob Lanier comme les seuls joueurs avec un match à 30 points et 20 rebonds le soir de Noël. Le 6 mars 2018, il marque 18 points et 11 rebonds dans une défaite contre les Trail Blazers de Portland. C'est le 32e double-double de la saison de Kanter, un record en carrière.
En janvier 2019, l'entraîneur des Knicks, David Fizdale, informe Kanter qu'il souhaite faire plus jouer les deux jeunes pivots de Knicks, Luke Kornet et Mitchell Robinson, au détriment de Kanter qui n'aura qu'un rôle de troisième pivot.
Le 7 février 2019, il est libéré par les Knicks de New York.

#### Trail Blazers de Portland (2019)
Le 14 février 2019, il signe aux Trail Blazers de Portland jusqu'à la fin de la saison. Il fait ses débuts pour les Trail Blazers le 21 février, enregistrant 18 points et 9 rebonds en sortie de banc lors d’une victoire contre les Nets de Brooklyn. Dans le premier match du premier tour des playoffs contre le Thunder d'Oklahoma City, Kanter obtient 20 points et 18 rebonds dans une victoire, 104-99, devenant ainsi le 3e joueur de l’histoire de l’équipe avec au moins 20 points et 18 rebonds dans un match de playoffs, en compagnie de Bill Walton et LaMarcus Aldridge.

#### Celtics de Boston (2019-2020)
Le 1er juillet 2019, il signe pour deux saisons avec les Celtics de Boston.

#### Retour aux Trail Blazers de Portland (2020-2021)
Le 20 novembre 2020, il est envoyé aux Trail Blazers de Portland dans un échange à trois équipes.
Le 10 avril 2021, il réalise une incroyable performance en marquant 24 points mais surtout en récupérant 30 rebonds (dont 12 offensif) améliorant ainsi son record personnel de rebonds, mais aussi le record de la franchise de Portland (détenu jusqu'ici part Sidney Wicks) ainsi que le record de rebonds offensifs sur un match pour les Blazers.

#### Retour aux Celtics de Boston (2021-février 2022)
Il fait son retour aux Celtics de Boston à l'été 2021 pour un contrat d'une saison.
En février 2022, avec Dennis Schröder et Bruno Fernando, il est envoyé aux Rockets de Houston contre Daniel Theis. Il est coupé dans la foulée.

## Sélection nationale
Après avoir été membre de l'équipe nationale turque des 16 ans et moins (championnats d'Europe en 2007 et 2008), il est membre de l'équipe des moins de 18 ans. Dans cette catégorie, il participe au championnat d'Europe 2008 en étant le meilleur rebondeur (moyenne de 14,6 rebonds par match). Kanter est nommé dans la meilleure équipe du tournoi avec le MVP lituanien Jonas Valančiūnas, le Français Léo Westermann, le Russe Dmitri Koulaguine et le Tchèque Milan Ryska. Il remporte la médaille de bronze aux championnats d'Europe des moins de 18 ans en 2009 (à Metz en France) avec des statistiques impressionnantes (lors du match pour la 3e place contre la Lituanie : 35 points, 19 rebonds et 4 contres après avoir réalisé 32 points et 25 rebonds en demi-finale face à la Serbie). Il est élu MVP de ce championnat en étant comme l'édition précédente le meilleur rebondeur (16,5 rebonds par match).
Kanter est sélectionné avec l'équipe de Turquie pour participer au Championnat d'Europe 2011. Lors de son premier match en compétition officielle, la Turquie bat le Portugal et Kanter marque 14 points et prend 7 rebonds en 21 minutes.

## Positions politiques

### Conflit politique avec les autorités turques
Kanter est connu pour avoir critiqué le président turc Recep Tayyip Erdoğan et pour être un partisan de Fethullah Gülen ce qui lui vaut de recevoir de nombreuses menaces de mort et d'être renié par sa famille.
En mai 2017, son passeport turc est annulé. Kanter dénonce cette annulation comme étant liée à ses positions politiques et demande la nationalité américaine,. Peu après, un procureur turc ouvre une enquête sur les liens de Kanter avec une « organisation terroriste armée ». Un mandat d'arrêt est alors délivré contre Kanter sur le territoire turc avec la demande à Interpol d'en faire une notice rouge, ce qui équivaut à une demande d'arrestation dans chaque pays membre d'Interpol (près de 190 pays),. Kanter réussit à rejoindre les États-Unis en embarquant avec uniquement sa green card et l'aide du sénateur de l'Oklahoma Jim Inhofe.
En juin 2017, son père Mehmet est arrêté en Turquie dans le cadre d'une enquête sur le mouvement Gülen. Il est libéré le 7 juin et placé sous contrôle judiciaire,. Mehmet Kanter est accusé par la justice turque d'appartenance au mouvement Gülen qui est considéré comme une organisation terroriste. Il est condamné, en juin 2018, à 15 ans de prison. Un mandat d'arrêt a aussi été lancé,.
En décembre 2017, un procureur turc demande la condamnation de Kanter à 4 ans de prison pour s'être moqué du président Erdoğan sur Twitter,.
En janvier 2019, Kanter renonce à participer au match entre son équipe (les Knicks de New York) et les Wizards de Washington qui doit se dérouler à Londres car il dit craindre que des espions turcs tentent de le tuer. Il est de plus possible que la Turquie demande son extradition quand il sera sur le sol anglais. Peu après, un procureur turc demande à Interpol l'émission d'une nouvelle notice rouge à l'encontre de Kanter et prépare une demande d'extradition afin de le juger en Turquie pour son implication dans le coup d'État de 2016 et son appartenance au mouvement Gülen,.
En mai 2019, la NBA rompt le contrat qui la lie avec une entreprise de médias sociaux turque qui remplit le compte Twitter de la NBA en turc. L'entreprise turque est accusée de refuser de parler des performances sportives de Kanter (alors que celui-ci réussit de bons playoffs NBA 2019).
Son père est libéré en juin 2020.
En janvier 2023, le ministère de l'Intérieur place Kanter sur la liste des terroristes recherchés. D'autres opposants au gouvernement turc sont aussi inclus sur la liste, dont le footballeur Hakan Şükür, et 15 journalistes (Can Dündar, Cevheri Güven (tr)…). Une prime de 500 000 livres turques (environ 24 500 euros) est offerte pour des informations menant à l'arrestation de Kanter,,.

### Engagement à propos des Tibétains et des Ouïghours
En octobre 2021, Enes Kanter dénonce, en deux vidéos, le traitement par l'État chinois d'une part des Tibétains dans la région autonome du Tibet et d'autre part des Ouïghours et autres minorités musulmanes dans le Xinjiang. Il décrit le traitement des Ouïghours comme un génocide et demande la fin du travail forcé (plus d'un million d'Ouïghours sont détenus dans les camps de travail). Kanter dénonce aussi le mutisme des autorités de pays majoritairement musulmans qui se refusent à défendre la cause des musulmans chinois. Kanter portait une paire de chaussures customisées « Free Tibet » pour le match d'ouverture, conçue par Badiucao, un artiste sino-australien évoquant les plus de 150 Tibétains qui se sont immolés pour la liberté au Tibet.
Kanter est largement critiqué sur les réseaux sociaux chinois et les morceaux du match des Celtics ne sont plus diffusés sur la plate-forme Tencent. Le département d'État des États-Unis critique les actions de la Chine contre la NBA après les propos de Kanter,.
Fin octobre, Kanter participe à une manifestation devant la Chambre des représentants des États-Unis soutenant le vote du Uyghur Forced Labor Prevention Act (en). Ce projet de loi vise à interdire l'import de produits fabriqués au Xinjiang. Kanter accuse en particulier Nike d'être complice du travail forcé au Xinjiang. Kanter est ensuite remercié par le sénateur Marco Rubio pour son soutien.

## Carrière de catcheur
Après sa carrière de basketteur, Enes Kanter souhaite devenir catcheur professionnel. Son catcheur préféré est The Undertaker. Lors de l’événement Big Blue Madness, Kanter est arrivé sur scène lors de la présentation des joueurs avec un chapeau noir, une urne funéraire et sur le thème musical Graveyard Symphony. Lors du RAW du 9 septembre 2019, il remporte le 24/7 Championship mais perd le titre quelques minutes plus tard au profit d'R-Truth.

## Statistiques

### NBA

#### Saison régulière
| Saison    | Équipe        | Matchs | Titul. | Min./m | % Tir | % 3pts | % LF | Rbds/m. | Pass/m. | Int/m. | Ctr/m. | Pts/m. |
| --------- | ------------- | ------ | ------ | ------ | ----- | ------ | ---- | ------- | ------- | ------ | ------ | ------ |
| 2011-2012 | Utah          | 66     | 0      | 13,2   | 49,6  | 0,0    | 66,7 | 4,21    | 0,12    | 0,27   | 0,35   | 4,61   |
| 2012-2013 | Utah          | 70     | 2      | 15,4   | 54,4  | 100,0  | 79,5 | 4,34    | 0,44    | 0,40   | 0,46   | 7,23   |
| 2013-2014 | Utah          | 80     | 37     | 26,7   | 49,1  | 0,0    | 73,0 | 7,47    | 0,94    | 0,35   | 0,53   | 12,34  |
| 2014-2015 | Utah          | 49     | 48     | 27,1   | 49,1  | 31,7   | 78,8 | 7,84    | 0,53    | 0,47   | 0,33   | 13,84  |
| 2014-2015 | Oklahoma City | 26     | 26     | 31,1   | 56,6  | 75,0   | 77,6 | 11,04   | 1,12    | 0,50   | 0,50   | 18,65  |
| 2015-2016 | Oklahoma City | 82     | 1      | 21,0   | 57,6  | 47,6   | 79,7 | 8,10    | 0,40    | 0,32   | 0,40   | 12,66  |
| 2016-2017 | Oklahoma City | 72     | 0      | 21,3   | 54,5  | 13,2   | 78,6 | 6,69    | 0,93    | 0,44   | 0,53   | 14,35  |
| 2017-2018 | New York      | 71     | 71     | 25,8   | 59,2  | 0,0    | 84,8 | 10,99   | 1,48    | 0,51   | 0,52   | 14,08  |
| 2018-2019 | New York      | 44     | 23     | 25,6   | 53,6  | 31,8   | 81,4 | 10,48   | 1,91    | 0,41   | 0,39   | 13,95  |
| 2018-2019 | Portland      | 23     | 8      | 22,3   | 57,7  | 25,0   | 73,5 | 8,61    | 1,39    | 0,61   | 0,39   | 13,09  |
| 2019-2020 | Boston        | 58     | 7      | 17,0   | 57,2  | 14,3   | 70,7 | 7,43    | 0,97    | 0,38   | 0,71   | 8,09   |
| 2020-2021 | Portland      | 72     | 35     | 24,4   | 60,4  | 25,0   | 77,4 | 11,04   | 1,17    | 0,46   | 0,67   | 11,19  |
| Carrière  | Carrière      | 713    | 258    | 22,0   | 54,8  | 28,6   | 77,6 | 7,94    | 0,88    | 0,41   | 0,49   | 11,53  |

Dernière mise à jour le 12 juin 2021.

#### Playoffs
| Saison   | Équipe        | Matchs | Titul. | Min./m | % Tir | % 3pts | % LF  | Rbds/m. | Pass/m. | Int/m. | Ctr/m. | Pts/m. |
| -------- | ------------- | ------ | ------ | ------ | ----- | ------ | ----- | ------- | ------- | ------ | ------ | ------ |
| 2012     | Utah          | 4      | 0      | 10,8   | 43,8  | 0,0    | 0,0   | 4,00    | 0,25    | 0,00   | 1,00   | 3,50   |
| 2016     | Oklahoma City | 18     | 0      | 18,0   | 55,1  | 14,3   | 84,4  | 6,17    | 0,28    | 0,28   | 0,61   | 9,44   |
| 2017     | Oklahoma City | 5      | 0      | 9,1    | 38,5  | 0,0    | 100,0 | 1,80    | 0,20    | 0,00   | 0,80   | 4,80   |
| 2019     | Portland      | 16     | 14     | 28,8   | 51,4  | 25,0   | 75,6  | 9,69    | 1,19    | 0,69   | 0,56   | 11,38  |
| 2020     | Boston        | 11     | 0      | 9,3    | 52,4  | 100,0  | 50,0  | 3,91    | 0,64    | 0,00   | 0,00   | 4,55   |
| 2021     | Portland      | 5      | 0      | 11,2   | 50,0  | 0,0    | 100,0 | 2,60    | 0,00    | 0,00   | 0,40   | 2,00   |
| Carrière | Carrière      | 59     | 14     | 17,5   | 51,4  | 21,1   | 77,7  | 5,88    | 0,56    | 0,27   | 0,51   | 7,63   |

Dernière mise à jour le 17 juillet 2021.

## Records sur une rencontre en NBA
Les records personnels d'Enes Kanter en NBA sont les suivants, :
| Record de la franchise |

| Type de statistique        | Saison régulière | Saison régulière            | Saison régulière | Playoffs | Playoffs                | Playoffs      |
| Type de statistique        | Record           | Adversaire                  | Date             | Record   | Adversaire              | Date          |
| -------------------------- | ---------------- | --------------------------- | ---------------- | -------- | ----------------------- | ------------- |
| Points                     | 33               | @ Trail Blazers de Portland | 6 avril 2016     | 28       | @ Mavericks de Dallas   | 23 avril 2016 |
| Paniers marqués            | 13               | 2 fois                      | 2 fois           | 12       | @ Mavericks de Dallas   | 23 avril 2016 |
| Paniers tentés             | 22               | 2 fois                      | 2 fois           | 16       | Nuggets de Denver       | 3 mai 2019    |
| Paniers à 3 points réussis | 2                | 2 fois                      | 2 fois           | 1        | 4 fois                  | 4 fois        |
| Paniers à 3 points tentés  | 4                | @ Hawks d'Atlanta           | 12 novembre 2014 | 2        | 2 fois                  | 2 fois        |
| Lancers francs réussis     | 11               | 3 fois                      | 3 fois           | 8        | @ Mavericks de Dallas   | 21 avril 2016 |
| Lancers francs tentés      | 12               | 4 fois                      | 4 fois           | 10       | @ Mavericks de Dallas   | 21 avril 2016 |
| Rebonds offensifs          | 12               | Pistons de Détroit          | 10 avril 2021    | 7        | Thunder d'Oklahoma City | 14 avril 2019 |
| Rebonds défensifs          | 20               | @ Grizzlies de Memphis      | 25 novembre 2018 | 11       | 2 fois                  | 2 fois        |
| Rebonds totaux             | 30               | Pistons de Détroit          | 10 avril 2021    | 18       | Thunder d'Oklahoma City | 14 avril 2019 |
| Passes décisives           | 7                | Bulls de Chicago            | 5 novembre 2018  | 4        | Thunder d'Oklahoma City | 23 avril 2019 |
| Interceptions              | 4                | Nets de Brooklyn            | 27 novembre 2019 | 3        | Nuggets de Denver       | 3 mai 2019    |
| Contres                    | 6                | @ Hornets de Charlotte      | 31 décembre 2019 | 3        | 2 fois                  | 2 fois        |
| Balles perdues             | 7                | @ Nets de Brooklyn          | 5 novembre 2013  | 4        | 2 fois                  | 2 fois        |
| Minutes jouées             | 44               | Bobcats de Charlotte        | 1er mars 2013    | 56       | Nuggets de Denver       | 3 mai 2019    |

- Double-double : 224 (dont 7 en playoffs)
- Triple-double : 0

Dernière mise à jour : 21 décembre 2021